# Saint-Hilaire-la-Plaine
Saint-Hilaire-la-Plaine ist eine Gemeinde in Frankreich. Sie gehört zur Region Nouvelle-Aquitaine, zum Département Creuse, zum Arrondissement Guéret und zum Kanton Ahun.

## Geographie
Sie grenzt im Norden an Mazeirat, im Osten und Südosten an Ahun sowie im Südwesten und Westen an Saint-Yrieix-les-Bois.

## Bevölkerungsentwicklung
| Jahr      | 1962 | 1968 | 1975 | 1982 | 1990 | 1999 | 2008 | 2012 |
| --------- | ---- | ---- | ---- | ---- | ---- | ---- | ---- | ---- |
| Einwohner | 279  | 247  | 234  | 252  | 237  | 235  | 223  | 209  |

## Sehenswürdigkeiten
- Kirche Saint-Hilaire, erbaut im 14. und im 15. Jahrhundert, seit 1930 als Monument historique geführt[1]

## Belege
1. ↑  Eintrag in der Base Mérimée des Kulturministeriums